# Najat

Für dich mein Najet

Najat (arabisch نجاة) ist ein arabischer weiblicher Vorname mit der Bedeutung „Rettung/Errettung, Befreiung, Erlösung“.

## Namensträgerinnen
- Najat Aâtabou (* 1960), marokkanische Komponistin und Sängerin
- Najat Abed Alsamad (* 1967), syrische Schriftstellerin
- Najat Badri (* 1988), marokkanische Fußballspielerin
- Najat El Hachmi (* 1979), marokkanisch-spanische Schriftstellerin
- Najat Essaghira (* 1938), ägyptische Sängerin und Schauspielerin
- Najat Makki (* 1956), Künstlerin aus den Vereinigten Arabischen Emiraten
- Najat Maalla M'jid (* 1959/60), marokkanische Kinderärztin und Gründerin einer NGO für obdachlose Jugendliche
- Najat Saliba (* 1966), libanesische Chemikerin und Umweltaktivistin
- Najat Vallaud-Belkacem (* 1977), französische Politikerin und Ministerin in verschiedenen Ressorts